# Mury obronne w Gliwicach
Mury obronne w Gliwicach – średniowieczne miejskie mury obronne otaczające Stare Miasto w Gliwicach, jedne z najlepiej zachowanych na Śląsku.

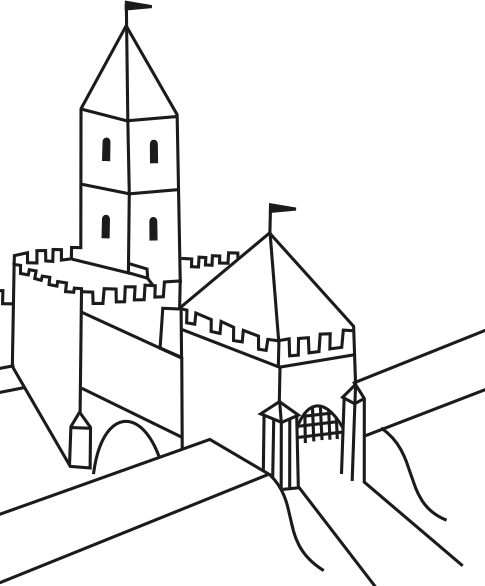
Szkic wyglądu bramy miejskiej i fosy w okresie od XVI do XVIII wieku

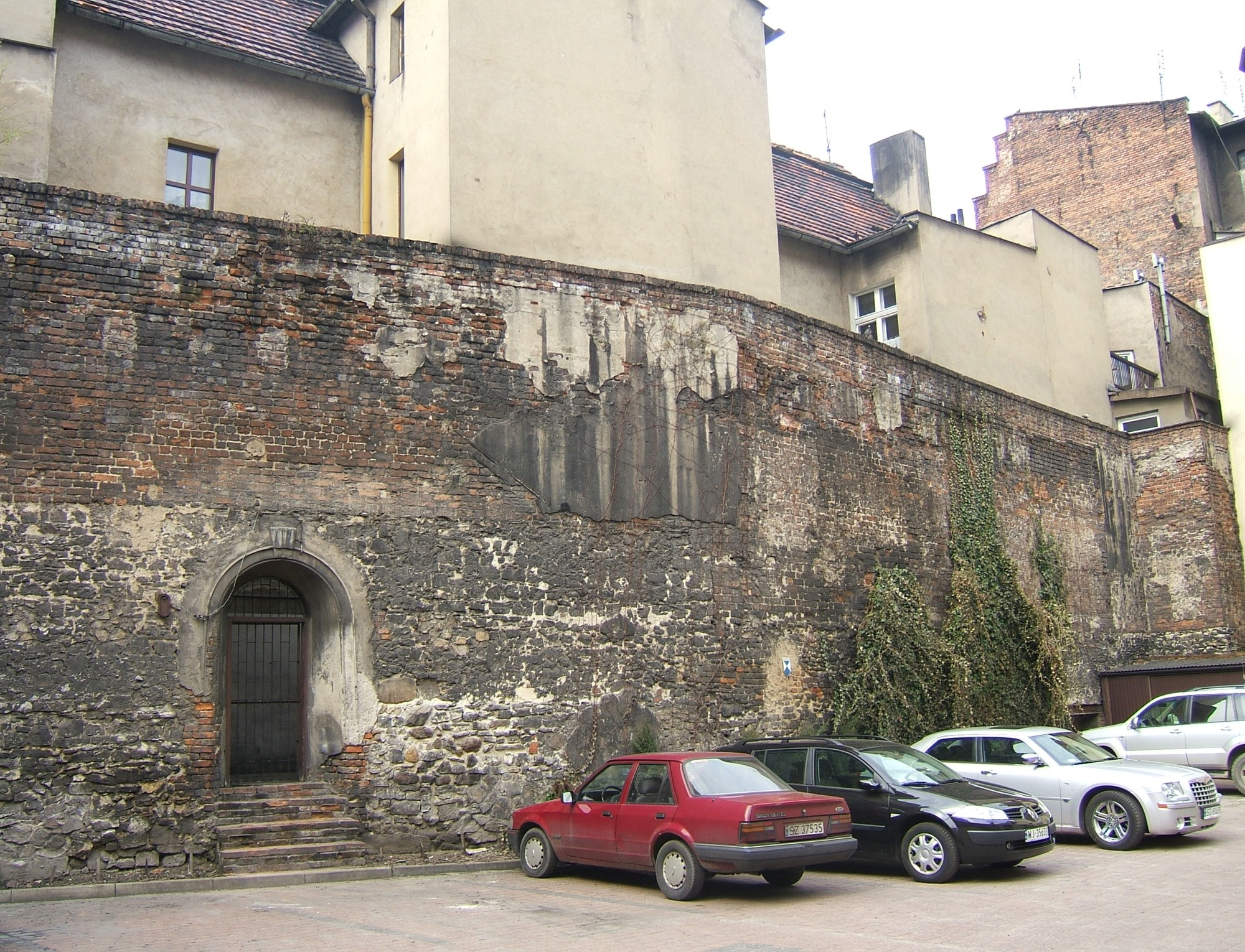
Gliwickie mury obronne

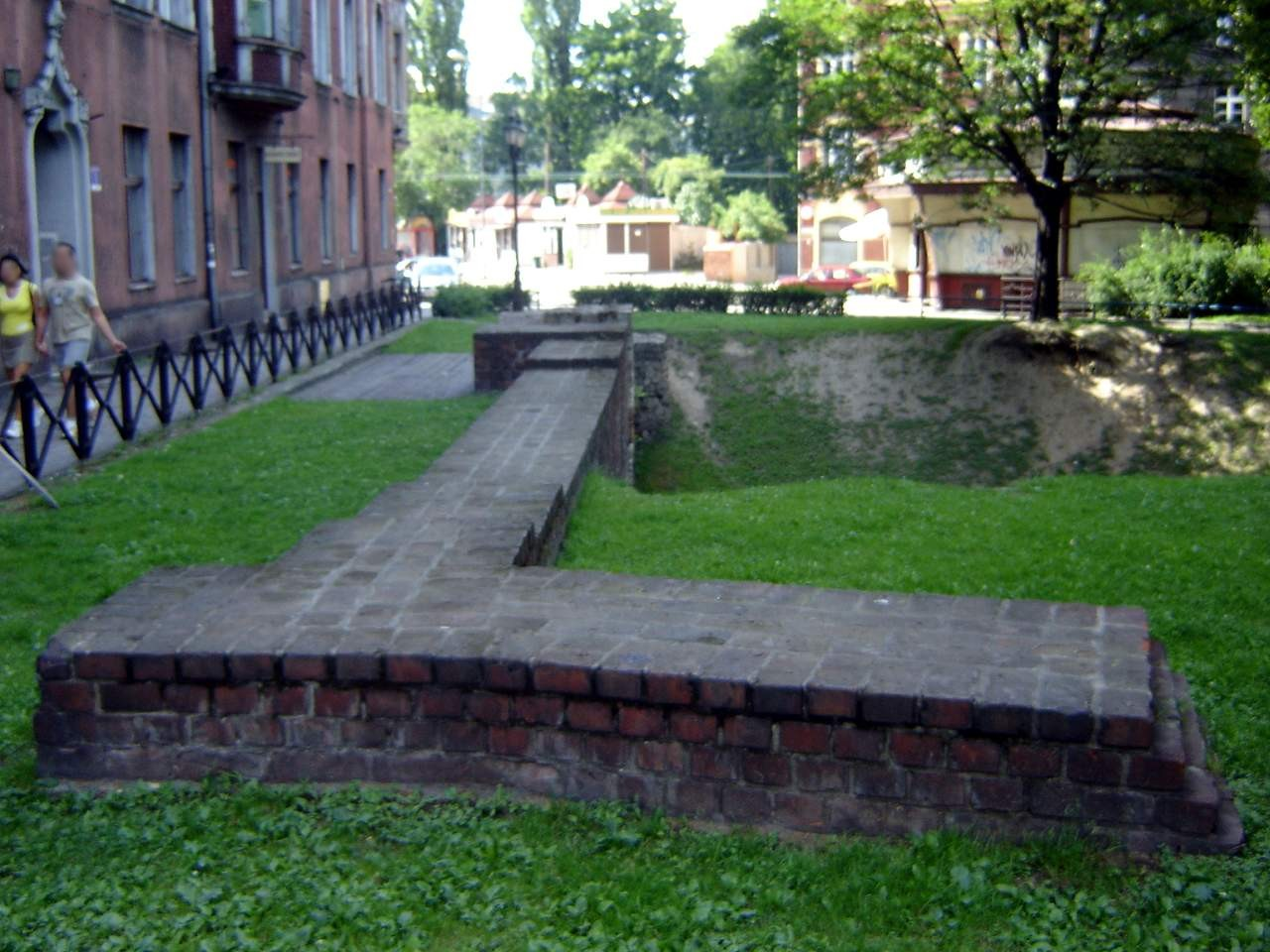
Zrewitalizowane pozostałości bramy Czarnej (Raciborskiej)

 Budynek wpisany jest do rejestru zabytków pod nr rej.: 1294/83 z 13.01.1983

## Historia
Położenie Gliwic na przecięciu się ówczesnych szlaków handlowych z Krakowa do Wrocławia oraz z Węgier i Moraw dalej na północ spowodowało, że w XIV wieku miasto zostało otoczone murami obronnymi. Mury te wzniesiono z kamienia łamanego i cegły, układanej w wątku polskim. Miały wysokość do 9 m, grubość od 1 do 1,2 m, długość 1125 m, 29 baszt i dwie bramy: Białą (zwaną Bytomską, gdyż znajdowała się od strony Bytomia) oraz Czarną (zwaną Raciborską, gdyż znajdowała się od strony Raciborza). Miasto poza murami było otoczone fosą.
Do dzisiaj zachowała się tylko nieznaczna część ówczesnych fortyfikacji (około 200 metrów murów w kilku odcinkach) oraz odkryte w wyniku prac archeologicznych fragment fosy miejskiej i pozostałości (fundamenty) Bramy Czarnej (Raciborskiej).